# Henric Horn af Åminne
Henric Arvid Bengt Christer Horn af Åminne (Stoccolma, 12 marzo 1880 – Stoccolma, 6 dicembre 1947) è stato un cavaliere svedese, vincitore di una medaglia d'oro nell'equitazione ai Giochi olimpici di Stoccolma 1912 con la squadra svedese di concorso completo, composta anche da Axel Nordlander, Nils Adlercreutz ed Ernst Casparsson.

## Palmarès
| Anno | Manifestazione  | Sede      | Evento                        | Risultato |
| ---- | --------------- | --------- | ----------------------------- | --------- |
| 1912 | Giochi olimpici | Stoccolma | Concorso completo individuale | 10º       |
| 1912 | Giochi olimpici | Stoccolma | Concorso completo a squadre   | Oro       |